# Norra stambanan
Norra stambanan — залізниця у Швеції, сполучає Євле і Сторвік з Онге на півночі.
Залізниця має довжину 268 км, електрифікована та одноколійна, за винятком дистанцій Мо гріндар — Голмсведен (21 км), Кілафорс — Болльнес (17 км) і Рамсьо — Ованшйо (53 км), де вона двоколійна.
Основні міста, через які прокладена залізниця: Євле, Сторвік, Окельбу, Юсдаль і Онге.

## Історія
Залізниця від Стокгольма до Норрланда була побудована у другій половині 19 століття .
Перша черга: Стокгольм-Упсала, була завершена в 1866 році.
Наступні черги будували через Крильбу (дистанція колії відкрита в 1873 році), Сторвік (1875), Окельбу (1876), Гольмсведен (1877), Болльнес (1878), Ярвсе (1879), Юсдаль (1880) і Онге (1881).

Загалом на будівництво залізниці знадобилося близько 15 років.
Від Брекке залізницю будували далі на північ до Хосьо (1883), Рагунда (1884), Лонгселе (1886), Анундшо (1889), Вяннеса (1891), Гелльнеса (1892), Йорна (1893) і Будена (1894).
Електрифікація «Norra stambanan» від Стокгольма до Онге була проведена в 1933-36 роках.
Середня швидкість становить лише 95 км/годину, незважаючи на низку покращень, які були зроблені з моменту будівництва залізниці.